# Versoix
Pour la rivière, voir Versoix (rivière).
Versoix (/vɛʀswa/) est une ville et une commune du canton de Genève située sur la rive droite du Léman

## Géographie
La commune se situe sur la rive droite du Léman et du Rhône et sur la rive gauche de la Versoix, à 7,5 km au nord de Genève.
Son territoire s'étend sur 10,51 km2. Lors du relevé de 2013-2018, les surfaces d'habitations et d'infrastructures représentaient 33,9 % de sa superficie, les surfaces agricoles 27,9 %, les surfaces boisées 36,9 % et les surfaces improductives 1,6 %.
La commune est divisée en 7 quartiers :
- Versoix-Bourg ;
- Versoix-la-Ville, qui comprend Pont-Céard, Petit-Montfleury et Grand-Montfleury ;
- Argand ;
- Port-Choiseul ;
- Ravoux ;
- St-Loup ;
- Colombières.

La commune comporte également des hameaux, comme Écogia, Petit-St-Loup, Richelien et la Pelotière.
Avant-dernière commune genevoise avant le canton de Vaud, elle est limitrophe des communes vaudoises de Chavannes-des-Bois et Mies, ainsi que des communes genevoises de Genthod et Collex-Bossy.

### Hydrographie
La commune et la ville de Versoix sont traversées par une rivière homonyme, la Versoix, appelée Divonne dans son premier cours qui prend sa source (alt. 636 m) en France, dans les Bas-Monts du Pays de Gex, sur les hauts de Divonne-les-Bains. La rivière est longue de 22 km, dont 11 km sur le territoire genevois et seulement 7 km sur le territoire versoisien[réf. souhaitée].
La Versoix côtoie une zone humide protégée : la réserve naturelle de Combes Chapuis. On y trouve en particulier des espèces rares ou menacées de plantes, d'oiseaux, de batraciens et d'insectes (odonates).
Avant de descendre en direction du lac, la rivière reçoit son principal affluent : l'Oudar. Sur les derniers kilomètres, en traversant les communes de Collex-Bossy et de Versoix, elle devient genevoise. La dernière partie de son cours, entre Richelien et le canal des usiniers, a été inscrite en 1992 à l'inventaire des Zones alluviales d'importance nationale.
La commune de Versoix possède plusieurs ports dont le plus grand Port-Choiseul offre 500 places à l'eau et le Port de Versoix-Bourg 30 places.

### Forêt
La commune de Versoix jouit d’une importante forêt, 22 ha de bois et forêts au milieu d'un massif boisé de 617 ha en liaison directe avec les massifs forestiers du Jura et du canton de Vaud. Les bois de Versoix ont été totalement remaniés dans les années 1950 par le conseiller d'État genevois Aymon de Senarclens, alors chef du département de l'intérieur et de l'agriculture, qui mit en route une politique de conservation et de restauration de nos forêts.
Il y a  plusieurs types de formations végétales. La plus étendue est la chênaie à charme des plateaux sur sol argileux ; la chênaie mésophile pousse sur des sols plus fertiles au creux de dépressions et la chênaie-frênaie hygrophile longe les cours d'eau. Les hêtres de la forêt des pentes fixent les sols près de la Vieille Bâtie. Chacune est accompagnée de ses plantes caractéristiques de sous bois : molinie, gouet ou fougères, ainsi que d'arbustes, bourdaine, aune glutineux et genévrier.
Le Bois du Faisan, d'une surface de 9,5 ha, est une réserve naturelle depuis 1933, située sur la rive droite de la rivière la Versoix. Il est constitué d'aulnaies humides au fond du vallon, de hêtraie sur les pentes et de chênaie à charme sur le plateau,.

### Transports

#### Route
Bien que traversée par l'autoroute, la commune de Versoix n'a pas d'accès direct à celle-ci.

#### Bateau
Les bateaux du réseau Compagnie générale de navigation sur le Lac Léman - CGN lui procurent un accès aux principales villes côtières suisses et françaises de fin avril à mi-octobre. Le débarcadère est situé au Quai de Versoix.

#### Transports en commun
La ville de Versoix est desservie par deux gares CFF : la gare de Versoix, près du centre historique, et la gare de Pont-Céard, dans la ville nouvelle.En effet, les deux gares sont desservies par les lignes L1 à L4 du Léman Express.
La commune est desservie par les lignes 50 et 55 des Transports publics genevois.

## Toponymie
Le nom de la commune, qui se prononce /vɛʁswa/, est d'origine incertaine. Il pourrait se composer de la base indoeuropéenne *uer- (eau, rivière), de l'infixe -s- et du suffixe -ogia.
Sa première occurrence écrite date de 1026 à 1031, sous la forme de Uersoi.
Son nom en patois genevois est Varchoè.
La commune est surnommée le Nid de Corbeaux.

## Histoire

Photo aérienne prise à 100 m par Walter Mittelholzer (1925).

Le château de Versoix et ses dépendances appartiennent primitivement à la baronnie du Faucigny. Un château nommé Saint-Loup est mentionné au XIe – XIIe siècle (1022), tout comme neuf autres castra « genevois ». Béatrix, fille unique de Pierre de Savoie et d'Agnès, dame du Faucigny, épouse en 1251 Guigue VII, dauphin du Viennois ; par ce mariage, la baronnie du Faucigny passe entre les mains de leur fils Jean.
Béatrix engage pour 4 000 livres le château de Versoix à Artemond de Baldica ou de Valdec, avocat de Bâle, dont quittance le 25 février 1290.
Pierre de Savoie, futur comte de Savoie, entreprend la construction du bourg vers 1257.
Le 2 juin 1282, les comtes de Genève et les dauphins du Viennois signent un traité avec Béatrice de Faucigny, la fille du comte Pierre II de Savoie et l'épouse de Guigues VII de Viennois, pour reprendre les terres que Pierre avait reçues en gage des comtes de Genève en 1250. Ces terres avaient été confisquées par Philippe Ier, le nouveau comte de Savoie. De 1282 au début du XIVe siècle, la coalition de Versoix s'oppose au comte Philippe et, plus tard, à son successeur Amédée V.
En 1571, cette seigneurie est vendue et inféodée, au prix de 25'000 écus d'or, par Emmanuel-Philibert, duc de Savoie, à Nicolas de Watteville, baron et seigneur de Châteauvilain  en Franche-Comté, et seigneur de Colombier, dans le comté de Neufchâtel, par sa mère.
Le duc Charles-Emmanuel de Savoie érige, en 1598, la terre de Versoix en marquisat, en récompense des services rendus par Nicolas de Watteville et Gérard, son fils.
Après l'échange du marquisat de Saluces, en 1601, celui de Versoix fait partie du pays de Gex devenu français. Gérard de Watteville en appelle à la cour des comptes de Dijon et au parlement de Paris pour que le roi de France maintienne et conserve les ventes et aliénations faites par le duc de Savoie. La décision de ce procès se faisant trop attendre, Gérard a recours à Charles-Emmanuel de Savoie qui, pour le dédommager, lui cède, le 6 mars 1621, la terre de Conflans. Celle-ci est érigée en marquisat, mais comme elle n'est pas d'un revenu égal à celle de Versoix, le duc y supplée par une rente de 1'440 écus d'or assignés sur les sels de Chambéry.
La ville nouvelle de Versoix est créée au XVIIIe siècle à la demande du duc de Choiseul et avec l'appui du comte de Tournay-Pregny-Chambésy, Voltaire, seigneur de Ferney . Versoix est alors encore sur territoire français et est destinée à concurrencer Genève.
En 1767, on en confie la planification à l'ingénieur militaire Pierre Joseph de Bourcet. Il conçoit une agglomération de plan régulier, octogonal, à bâtir sur la rive du lac à quelques centaines de mètres site médiéval de Versoix-le-Bourg, pour permettre la construction d'un port.
La disgrâce de Choiseul en 1770 ralentit le projet. La construction est reprise un peu plus tard avec un plan moins ambitieux proposé par Jean Querret, ingénieur en chef des Ponts et chaussées de Franche-Comté. Ce projet, qui prévoit une ville de dix mille habitants, est approuvé par le roi Louis XV en 1773, mais est finalement abandonné en 1777 sans achèvement du port. Il ne subsiste que le canal détournant les eaux de la Versoix pour l'alimentation en eau de la ville nouvelle. Bien plus tard, en 1965, le port a été achevé conformément à l'ancien plan.
À la Révolution française, Versoix, qui était rattachée au département de l'Ain, prend le nom révolutionnaire de Versoix-la-Raison.
En 1798, la ville fait partie du nouveau Léman (chef-lieu Genève).
En vertu du traité de Paris de 1815, Versoix est rattachée au canton de Genève, comme cinq autres communes du pays de Gex (Pregny, Collex-Bossy, Grand-Saconnex, Meyrin et Vernier), pour permettre l'entrée du canton de Genève dans la Confédération suisse après 1815. La partie est de Sauverny lui est rattachée sous le nom de Sauverny-Genève. En effet, la Suisse exigeait que la République de Genève ait une frontière commune avec le canton de Vaud. L'accord entre la France et la Suisse sur ce transfert de souveraineté a abouti en 1816.

## Politique
Le Conseil administratif (exécutif) est élu tous les cinq ans au scrutin majoritaire à deux tours, le premier tour devant avoir lieu en même temps que l'élection du Conseil municipal. Il est composé de trois conseillers administratifs et nomme chaque année son président, qui porte le titre de maire, et son vice-président. Les conseillers se répartissent eux-mêmes les dicastères.
Le Conseil municipal (législatif) est élu tous les cinq ans au scrutin proportionnel ; la loi cantonale prévoit un seuil électoral (appelé quorum) fixé à 7 %. Composé de 27 membres depuis 2007,, il est dirigé par un bureau, qu'il élit chaque année en son sein ; celui-ci est composé d'au moins trois membres (président, vice-président et secrétaire) et d'au moins un membre de chaque groupe représenté au Conseil municipal. Le Conseil municipal institue des commissions chargées de traiter des sujets particuliers (finances, bâtiments, affaires sociales, etc) ; les groupes y sont représentés proportionnellement à leur nombre de sièges.

### Membres du Conseil administratif (législature 2020-2025)
L'exécutif de la commune, entré en fonction le 1er juin 2025, se compose de la façon suivante :
| Identité            | Étiquette | Étiquette         | Fonction (Période 2025-2026) | Dicastères |
| ------------------- | --------- | ----------------- | ---------------------------- | --- |
| Jolanka Tchamkerten |           | Les Verts         | Maire                        | Bâtiments Gérances et écoles Finances Protection de la population Développement durable et environnement                         |
| Julien Marquis      |           | PLR               | Vice-maire                   | Territoire Cohésion sociale Relations avec le Conseil municipal                                                                  |
| Jean-Marc Leiser    |           | Versoix Autrement | Conseiller administratif     | Administration et Ressources humaines Communication Promotion économique Culture, Sports et manifestations Relations extérieures |

| Fonction                   | 2020-2021           | 2021-2022           | 2022-2023           | 2023-2024           | 2024-2025           |
| -------------------------- | ------------------- | ------------------- | ------------------- | ------------------- | ------------------- |
| Maire                      | Cédric Lambert      | Jolanka Tchamkerten | Ornella Enhas       | Cédric Lambert      | Jolanka Tchamkerten |
| Vice-maire                 | Jolanka Tchamkerten | Ornella Enhas       | Cédric Lambert      | Jolanka Tchamkerten | Ornella Enhas       |
| Conseillère administrative | Ornella Enhas       | Cédric Lambert      | Jolanka Tchamkerten | Ornella Enhas       | Cédric Lambert      |

### Conseil municipal (législature 2025-2030)
Lors des élections municipales du 23 mars 2025, le Conseil municipal, composé de 27 membres, est renouvelé et représenté de la façon suivante :
| Parti                                                                  | Voix | Suffrages en % | +/-   | Sièges | +/- |
| ---------------------------------------------------------------------- | ---- | -------------- | ----- | ------ | --- |
| Parti libéral-radical (PLR)                                            | 703  | 26,28 %        | 1,46  | 8 / 27 | 1   |
| Les Verts (PES)                                                        | 641  | 23,57 %        | 5,94  | 7 / 27 | 2   |
| Le Centre (LC) - Vert'libéraux (PVL)                                   | 363  | 13,82 %        | 13,82 | 4 / 27 | 4   |
| Parti socialiste (PS)                                                  | 309  | 11,84 %        | 0,72  | 3 / 27 | 0   |
| Union démocratique du centre (UDC) - Mouvement citoyens genevois (MCG) | 293  | 10,75 %        | 10,75 | 3 / 27 | 3   |
| Versoix Autrement                                                      | 227  | 8,37 %         | 8,37  | 2 / 27 | 2   |
| Libertés et Justice sociale (LJS)                                      | 142  | 5,37 %         | 5,37  | 0 / 27 | 0   |

## Population et société

### Gentilé
Les habitants de la commune se nomment les Versoisiens.

### Démographie

#### Évolution de la population
La commune compte 13 846 habitants au 31 décembre 2023 pour une densité de population de 1 317 hab/km2. Sur la période 2010-2023, sa population a augmenté de 6,9 % (canton : 14,6 % ; Suisse : 9,4 %).  

#### Pyramide des âges
En 2023, le taux de personnes de moins de 30 ans s'élève à 37,1 %, au-dessus de la valeur cantonale (33,7 %). Le taux de personnes de plus de 60 ans est quant à lui de 22,1 %, alors qu'il est de 22,2 % au niveau cantonal.
La même année, la commune compte 6 668 hommes pour 7 178 femmes, soit un taux de 48,2 % d'hommes, inférieur à celui du canton (48,3 %).
| Hommes | Classe d’âge | Femmes |
| ------ | ------------ | ------ |
| 0,5    | 90 ans ou +  | 1,5    |
| 6,6    | 75 à 89 ans  | 8,9    |
| 12,9   | 60 à 74 ans  | 13,7   |
| 21,0   | 45 à 59 ans  | 22,5   |
| 18,9   | 30 à 44 ans  | 19,4   |
| 20,3   | 15 à 29 ans  | 18,0   |
| 19,8   | - de 14 ans  | 16,0   |

| Hommes | Classe d’âge | Femmes |
| ------ | ------------ | ------ |
| 0,7    | 90 ans ou +  | 1,5    |
| 6,5    | 75 à 89 ans  | 8,8    |
| 13,0   | 60 à 74 ans  | 13,8   |
| 21,7   | 45 à 59 ans  | 21,5   |
| 22,9   | 30 à 44 ans  | 22,4   |
| 18,6   | 15 à 29 ans  | 17,2   |
| 16,7   | - de 14 ans  | 14,8   |

### Écoles

#### Écoles publiques
Versoix compte quatre écoles enfantines et primaires : Ami-Argand , Bon Séjour , École Lachenal et Montfleury. La commune abrite également le Cycle d'orientation des Colombières, qui accueille également des élèves des communes de Bellevue, Céligny et Genthod.

#### Écoles privées
Le Collège du Léman et l'École Montessori Versoix (La Maison Bleue) sont situées sur le territoire de la commune.

#### Musique
La commune dispose de deux écoles de musiques (École de musique de la Musique municipale et Croqu'Notes), d'un conservatoire populaire et de l'Institut Jaques-Dalcroze.

## Culture et patrimoine
La ville de Versoix possède son harmonie municipale, la musique municipale de Versoix, composée de quarante musiciens. C'est aussi une école de musique populaire, dirigée par des musiciens professionnels.
Chaque année, une association organise une « fête de la bière », appelée La Gallagiu (compression du surnom des organisateurs). Cette  fête est destinée à récolter des fonds pour des associations caritatives dédiées enfants ou ayant un but culturel. Près de 64 300 francs ont été reversés depuis 2006 aux différentes associations.

### Héraldique
| Blason | Blasonnement : D'azur à trois burelles ondées d'argent en chef, à la croix du même brochant sur le tout. |

### Activité chocolatière

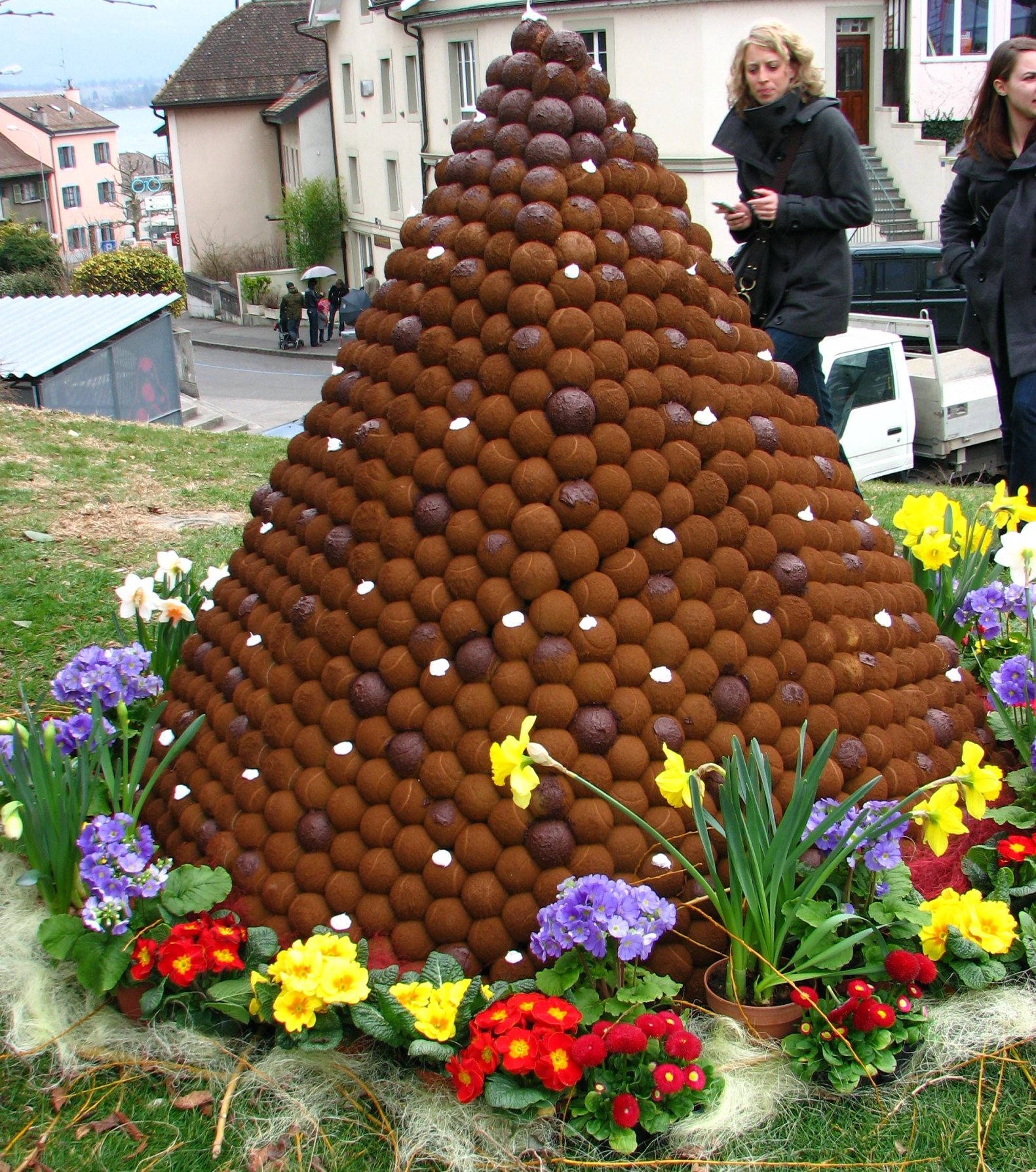
Pyramide de chocolat faite en 2010.

La ville de Versoix héberge deux entreprises de chocolat, la chocolaterie Cartier (fondée et établie à Versoix depuis 1858) et la fabrique des chocolats Favarger (fondée en 1826 et établie à Versoix depuis 1875).
La mairie organise depuis 2005 un « festival du chocolat » annuel gratuit, le Festichoc, qui accueille plusieurs artisans chocolatiers exposant des créations de pièces en chocolat. En 2010, une statue d'un lapin en chocolat de cinq mètres de haut a été construite sur place.

### Personnalités liées à la commune
- Gérard de Watteville (1575-1637), marquis de Versoix ;
- Nicolas Céard (1745-1821), ingénieur français et maire de Versoix de 1790 à 1792 ;
- Louis-Auguste Brun (1758-1815), dit Brun de Versoix, peintre et maire de Versoix de 1801 à 1807 ;
- Émilie Girod de l’Ain (1800-1881), bienfaitrice ;
- Joséphine Clofullia (1831-1870), femme à barbe célèbre née à Versoix ;
- Joseph Ravel (1832-1908), ingénieur français et père du compositeur Maurice Ravel, était natif de Versoix ;
- Édouard John Ravel (1847-1920), peintre, graveur et professeur à l'école des beaux-arts de Paris, oncle du compositeur Maurice Ravel ;
- Paul Bernard Vogel (1899-1972), industriel, propriétaire des manufactures horlogères Solvil et Titus dont la passion pour les orchidées l’amena à cultiver des variétés du monde entier dans les serres de son domaine des bords du Léman, le Breuil, à Versoix. Les orchidées étaient vendues chez un fleuriste de luxe baptisé d'après le domaine et qui existe toujours aujourd'hui[44] ;
- Aymon de Senarclens (1905-1970), ancien Conseiller d'État genevois ;
- Michel Ier de Roumanie (1921-2017) s'y est établi avec sa famille en 1956 et a vécu à Versoix pendant un demi-siècle[45],[46] ;
- Tatiana Fabergé (1930-2020), née à Versoix, historienne de la maison Fabergé, était arrière-petite-fille du célèbre joaillier de la Cour Pierre-Karl Fabergé ;
- Pascale Jeannin Perez (1962-), fondatrice et dirigeante, International Services Corporation[47] ;
- Marco Pillinini, artiste-peintre (1964-) ;
- Pierre Naftule (1960-2022), écrivain et metteur en scène.